# 我畢業了，但……
《我畢業了，但......》（日語：大学は出たけれど），是小津安二郎第十部作品。本片原本是松竹另一位導演的自傳式作品，預訂由他本人執導，然而改由小津擔任導演。當時社會環境的情況中，畢業生增加，因此找工作十分困難，又逢華爾街股市狂跌，一度造成全球經濟大恐慌。此部電影反應了當時的社會情形，而本片片名也成為了當時的流行語。小津拍攝小市民電影，本片是其第一作。1929年作品，黑白默片，原片長七十分鐘，現在殘本僅剩十二分鐘。

## 工作人員
- 導演：小津安二郎
- 原著：清水宏
- 編劇：荒木芳郎
- 攝影：茂原英雄

## 演員名單
- 野本徹夫：高田稔飾
- 野本町子：田中絹代飾
- 二人母親：鈴木歌子飾
- 友人杉村：大山健二飾
- 洋服店老闆：日守新一飾
- 公司董事：木村健兒飾
- 公司祕書：飾
- 房東太太：飯田蝶子飾

## 故事情節
（以下為殘本所見內容）
野本徹夫是一個大學剛畢業的學生，他得意滿滿的到一間大公司去應徵工作，但是那裡的董事長告訴他，現在工作沒什麼職缺，不過還缺了些業務員。野本生氣的認為:「自己是大學畢業生，怎可做業務員這種比較低下的工作？」，於是他憤而離開該公司，把履歷表撕成碎片。
等他回家時，發現母親把他的未婚妻町子帶來了。原來野本以為自己可以順利就職，就發了一封電報先告訴母親說他已經找到工作了，母親認為兒子一個人一定生活不便，才帶町子來照顧他。野本不想讓母親失望，在母親停留的這段時間，都佯裝著每天朝九晚五的生活。直到他和町子正式結婚，母親回去家鄉後，他才開始天天窩在家裡不出門。町子覺得奇怪，明明不是假日，丈夫卻不工作，一問之下得知原來是丈夫根本從來就沒有找到工作。
野本依然過著找工作的日子，但始終都沒有著落。町子一天拿出了一筆錢給野本，說是母親給的錢，要充當家用。這一陣子町子每天都穿著光鮮亮麗出門去，野本也不疑有他。直到野本的朋友杉村請他上酒店喝酒，野本隱約看見町子有在酒店裡工作，心裡雖不高興，又不敢當面戳破，氣憤之下便先回家去。晚上町子回家，野本怒罵她怎可在小酒店裡工作，町子才說出其實是因為要貼補家用才去打工賺錢，這讓野本非常慚愧。野本心想町子可以為了賺錢而屈身在酒店打工，自己不應該排斥做業務員的工作，於是回到原來的那間公司表示他願意做業務員。此時老闆才告訴他，當時是為了考驗他才跟他說只有業務員的工作；如今他已經成熟穩重許多，懂得處世之道了，公司可以讓他當辦公室裡的文書職務了。至此，大學畢業的野本，終於找到一份工作了。